# Merrick (New York)
Pour les articles homonymes, voir Merrick.
Merrick est une census-designated place du comté de Nassau, dans l'État de New York, aux États-Unis,. En 2020, elle compte une population de 22 040 habitants.